# Antoine Guénard
Pour les articles homonymes, voir Guénard.
Antoine Guénard est un jésuite et homme de lettres né à Damblain en Lorraine en 1726 et mort en 1806. 

## Biographie
Il reçoit de l’Académie française (1755) le prix d’éloquence pour un discours sur cette question, mise au concours : 

« En quoi consiste l’esprit philosophique ? Les caractères qui le distinguent et les bornes qu’il ne doit jamais franchir. »

Ce discours, qui laisse à la raison tout ce qu’elle peut comprendre, et attribue à la foi les mystères et les objets impénétrables, fut admiré comme un chef-d’œuvre, même par d’Alembert et Laharpe. On le trouve dans le Recueil de l’Académie et dans les Tablettes d’un curieux (Paris, 1789, 2 vol. in-12). 
Après la suppression de la compagnie de Jésus, il est chapelain du château de Fléville auprès de la duchesse de Brancas et de ses amis, dont l'ex-jésuite Cerutti. 
Guénard avait consacré trente années de sa vie à un immense travail pour réfuter l’Encyclopédie ; il le brûla en 1793 pour ne pas compromettre Madame de Beauvau, qui lui avait donné asile dans son château.

### Source
Cet article contient des extraits de La Grande Encyclopédie dont le contenu se trouve dans le domaine public. Il est possible de supprimer cette indication si le texte reflète le savoir actuel sur ce thème, si les sources sont citées, s'il satisfait aux exigences linguistiques actuelles et s'il ne contient pas de propos qui vont à l'encontre des règles de neutralité de Wikipédia.